# يوم جديد في صنعاء القديمة
يوم جديد في صنعاء القديمة (بالإنجليزية: A New Day in Old Sana'a)‏ يعتبر أول فيلم يمني روائي طويل، من تأليف وإخراج المخرج اليمني البريطاني بدر بن حرسي، وإنتاج شركة (Yemen Media Centre) بالاشتراك مع (Felix Films Entertainment) 

## قصة الفيلم
يروي الفيلم تفاصيل يوم في مدينة صنعاء القديمة من خلال المصور الإيطالي فريدريكو وصديقة ومساعده اليمني الذي يقع في حب فتاة فقيرة تعمل (منقشة) رغم خطوبته لفتاة أخرى من عائلة غنيّة

## أبطال الفيلم
| الفنان      | الدور   | الجنسية         |
| ----------- | ------- | --------------- |
| سحر الأصبحي | أمل     | يمنية           |
| دانيا حمود  | إيناس   | لبنانية         |
| رضا خودر    | بلقيس   | يمنية           |
| باول رومانو | فيدريكو | بريطاني\إيطالي؟ |
| نبيل صبر    | طارق    | يمني            |

## مشاكل أثناء التصوير
واجه الفيلم صعوبات جمة كان منها الانتقادات اللاذعة ومحاولة منعه بسبب رفض مخرج الفيلم لإدخال بعض التعديلات في السياق بحجة أنها تسيء للعادات والتقاليد اليمنية مثل بعض كلمات الشتم المستخدمة في الفيلم. لكن المخرج كان مصمماً على بقاء النصوص لأنها محاكاة للواقع وليست ابتذالاً. من وجهة أخرى فقد استغرقت عملية تعليم أبطال الفيلم خاصة الجدد وقتاً طويلاً كاد أن يدعو للعدول عن الفيلم والسبب في ذلك يعود إلى افتقار الشخصيات اليمنية إلى الفن السينمائي على الرغم من ضلوعها في فن التمثيل والمسلسلات.
وفي أول يوم من التصوير في فبراير عام 2004م اقتحمت مجموعة من المتطرفين الإسلاميين موقع التصوير وأوقف التصوير في ذلك اليوم، واضطر طاقم العمل للتصوير في وجود جنود للحراسة بعد هذه الحادثة

## الجوائز
حصد الفيلم جوائز مثل جائزة جمهور واشنطن، ومهرجان القاهرة السينمائي الدولي كأفضل فيلم عربي، وجائزة الجمهور «الخنجر الذهبي» بمسقط.

## روابط خارجية
- يوم جديد في صنعاء القديمة على موقع IMDb (الإنجليزية)
- يوم جديد في صنعاء القديمة على موقع روتن توميتوز (الإنجليزية)
- يوم جديد في صنعاء القديمة على موقع Turner Classic Movies (الإنجليزية)
- يوم جديد في صنعاء القديمة على موقع أول موفي (الإنجليزية)
- يوم جديد في صنعاء القديمة على موقع بوكس أوفيس موجو (الإنجليزية)
- يوم جديد في صنعاء القديمة على موقع فيلمافينيتي (الإسبانية)
- يوم جديد في صنعاء القديمة على موقع قاعدة بيانات الفيلم (الإنجليزية)
- يوم جديد في صنعاء القديمة على موقع ليتربوكسد (الإنجليزية)
- يوم جديد في صنعاء القديمة على موقع كينوبويسك (الروسية)